# ケドレストンの聖母
『ケドレストンの聖母』（ケドレストンのせいぼ、英: Kedleston Madonna）は、イタリアのマニエリスム期の画家、パルミジャニーノが1529年ごろに制作したカンヴァス上の油彩画である。1995年にイギリスのケドレストン・コレクションから取得され、現在、テキサス州のフォート・ワースにあるキンベル美術館にある。

## 歴史
この作品の様式的および構図的特徴は、 1527年から1530年までのボローニャでの芸術家の時代に起源を持っている。たとえば、幼子キリストのポーズは、1530年の『聖マルゲリータの聖母』のポーズを想起させるものである。このような作品の類似性は、この時期に、パルミジャニーノが「ボローニャで、他の聖母子像や彩色された精緻な小品の絵画を量産していた」と、ヴァザーリの『画家・彫刻家・建築家列伝』で述べられているパルミジャニーノの制作状況と一致している。
1758年に第5代男爵、ナサニエル・カーゾンのためにウィリアム・ケントは、本作をフィレンツェのマルケーゼ・アルナルディから購入し、ケドレストン・ホールのカーゾン邸に掛けられた後、現在の題名がつけられた。作品はカーゾン家に所有された後、1987年にケンドレストン・エステート信託 (Kedleston Estate Trusts) の受託者に渡り、1995年に現在の所蔵先のキンベル美術館に売却された。1992年に、セシル・グールドによってパルミジャニーノに最初に帰属された。その後、すべての美術史家によってパルミジャニーノへの帰属は受け入れられている。